# 667 г. пр.н.е.

## Събития

### В Азия

#### В Асирия
- Цар на Асирия е Ашурбанипал (669/8 – 627 г. пр.н.е.).[1]
- Шамаш-шум-укин (668 – 648 г. пр.н.е.) е цар на Вавилон и управлява като подчинен на своя брат Ашурбанипал.[2]
- След като стабилизира властта си Ашурбанипал е свободен да поведе нов поход за повторно установяване на асирийско върховенство в Египет.[3]

#### В Елам
- Цар на Елам e Уртаку (675 – 664 г. пр.н.е.).[4]
- Еламитите използват заетостта на Ашурбанипал с похода срещу Египет, за да нахлуят във Вавилония, но асирийският цар скоро изпраща сили, които ги отблъскват.[5]

### В Африка

#### В Египет
- Фараонът на Египет Тахарка (690 – 664 г. пр.н.е.) е изправен пред ново настъпление на асирийците, подкрепени и с помощни войски на техните васали, но египетската армия претърпява поражение при неустановеното място с име Кар-Банити (Kar-baniti). Това принуждава Тахарка да бяга от Мемфис на юг към Тива за втори път в рамките на няколко години, а самият град е отново превзет от асирийците.[6]
- Асирийците намират кораби, за да преследват фараона нагоре по течението на река Нил, но похода е осуетен заради заговор и размирици на окупираните части на Долен Египет. Това принуждава войската да се върне и да потуши бунта.[7]
- Всички участници в бунта са наказани, с изключение на Нахо I, който е възстановен като васален владетел на Саис, a неговият син Псаметих е поставен за принц на Атрибис.[8]

### В Европа
- Тази година е една от приетите възможни години за основаване на Византион.[9] Другите възможни са 668 и 658[10] г. пр.н.е.